# Norman Greenbaum
Norman Greenbaum (født 20. november 1942 i Malden, Massachusetts i USA), er en amerikansk singer-songwriter. Han er bedst kendt for nummeret "Spirit in the Sky".

## Diskografi

### Albums

#### Med Dr. West's Medicine Show and Junk Band
- The Eggplant That Ate Chicago (1967)
- Norman Greenbaum with Dr. West's Medicine Show and Junk Band (1969, compilation)
- Euphoria: The Best of Dr. West's Medicine Show and Junk Band (1998, compilation

#### Solo
- Spirit in the Sky (1969)
- Back Home Again (1970)
- Petaluma (1972)
- Spirit in the Sky: The Best of Norman Greenbaum (1995, compilation)
- Spirit in the Sky: The Best of Norman Greenbaum (1997, compilation)
- Spirit in the Sky: The Definitive Anthology (2003, compilation)

### Singler
| År   | Single                                                                                                | Hitlisteplacering | Hitlisteplacering | Hitlisteplacering | Hitlisteplacering | Hitlisteplacering | Hitlisteplacering | Hitlisteplacering | Hitlisteplacering |
| År   | Single                                                                                                | AUS               | BE (WA)           | CAN               | GER               | IRE               | NL                | UK                | US                |
| ---- | --- | ----------------- | ----------------- | ----------------- | ----------------- | ----------------- | ----------------- | ----------------- | ----------------- |
| 1966 | "The Eggplant That Ate Chicago" (med Dr. West's Medicine Show and Junk Band)                          | -                 | -                 | -                 | -                 | -                 | -                 | -                 | 52                |
| 1967 | "Gondoliers, Shakespeares, Overseers, Playboys and Bums" (med Dr. West's Medicine Show and Junk Band) | -                 | -                 | -                 | -                 | -                 | -                 | -                 | -                 |
| 1967 | "You Can Fly" (med Dr. West's Medicine Show and Junk Band)                                            | -                 | -                 | -                 | -                 | -                 | -                 | -                 | -                 |
| 1968 | "Bullets la Verne" / "Jigsaw" (med Dr. West's Medicine Show and Junk Band)                            | -                 | -                 | -                 | -                 | -                 | -                 | -                 | -                 |
| 1968 | "School for Sweet Talk" (som Dr. Norman Greenbaum)                                                    | -                 | -                 | -                 | -                 | -                 | -                 | -                 | -                 |
| 1969 | "Marcy"                                                                                               | -                 | -                 | -                 | -                 | -                 | -                 | -                 | -                 |
| 1969 | "Jubilee"                                                                                             | -                 | -                 | -                 | -                 | -                 | -                 | -                 | -                 |
| 1969 | "Spirit in the Sky"                                                                                   | 1                 | 1                 | 1                 | 1                 | 1                 | 3                 | 1                 | 3                 |
| 1970 | "Canned Ham"                                                                                          | 51                | -                 | 26                | -                 | -                 | -                 | -                 | 46                |
| 1970 | "I.J. Foxx"                                                                                           | -                 | -                 | -                 | -                 | -                 | -                 | -                 | -                 |
| 1970 | "Lucille Got Stealed" (France-only release)                                                           | -                 | -                 | -                 | -                 | -                 | -                 | -                 | -                 |
| 1971 | "California Earthquake"                                                                               | -                 | -                 | -                 | -                 | -                 | -                 | -                 | 93                |
| 1971 | "Twentieth Century Fox" (Dr. West's Medicine Show and Junk Band)                                      | -                 | -                 | -                 | -                 | -                 | -                 | -                 | -                 |
| 1972 | "Petaluma" (Promo)                                                                                    | -                 | -                 | -                 | -                 | -                 | -                 | -                 | -                 |
| 1974 | "Nancy Whiskey" (Dr. West's Medicine Show and Junk Band) (UK-only release)                            | -                 | -                 | -                 | -                 | -                 | -                 | -                 | -                 |